# Federica Marangoni
Federica Marangoni (Padova, 1940) è un'artista e designer italiana, pittrice, scultrice e autrice di installazioni con vetro, materiali tecnologici e illuminazione.

## Biografia
Dopo aver frequentato l'Accademia di Belle Arti negli anni sessanta a Venezia, inizia ad esporre come pittrice con la cinquantatreesima Collettiva della Fondazione Bevilacqua La Masa. Da pittrice, passa alla creazione di installazioni e sculture utilizzando materiali tecnologici, neon e altre luci, proiettori e schermi tv. Nel 1970, nel 1975 e nel 1980 partecipa alla Biennale di Venezia, in quest'ultimo anno espone anche al Museum of Modern Art. Nel 1987 espone al Parco del Retiro e nel 1987 al Musée des Arts Décoratifs a Parigi. Ha esposto anche al Hara Museum of Contemporary Art di Tokyo, al Palazzo Ducale e al Peggy Guggenheim Collection di Venezia e al Círculo de Bellas Artes di Madrid. Ha anche esposto suoi lavori alla Triennale di Milano del 1973 e del 1981, al Metropolitan Museum of Art.
Nel 1995, 1997 e nel 2011 partecipa di nuovo alla Biennale di Venezia con sculture e installazioni in vetro, nell'ultima edizione nel padiglione italiano a cura di Vittorio Sgarbi.